# Marco Runkel
Marco Runkel (* 28. Januar 1971 in Daaden) ist ein deutscher Wirtschaftswissenschaftler und Hochschullehrer.

## Laufbahn
Runkel studierte zwischen 1991 und 1996 an der Universität Siegen und schloss sein Studium als Diplom-Volkswirt ab. Nach kurzer Zeit als wissenschaftlicher Mitarbeiter im Sonderforschungsbereich „Bildschirmmedien“ der Deutschen Forschungsgemeinschaft promovierte er zwischen 1998 und 2002 in Siegen, ehe er bis 2007 an der LMU München bei Bernd Huber habilitierte. Nachdem er bereits ab 2002 als wissenschaftlicher Mitarbeiter C1 lehrte, wurde er 2006 nach entsprechender gesetzlicher Regelung in den Rang eines Juniorprofessors erhoben. Ab 2007 zunächst Vertretungsprofessor an der Otto-von-Guericke-Universität Magdeburg wurde er im folgenden Jahr zum ordentlichen Professor berufen. Im Juni 2011 wechselte Marco Runkel an die TU Berlin.
Runkels Arbeitsschwerpunkt liegt im Bereich internationales Steuerrecht und -wettbewerb sowie den hieran anknüpfenden Fragestellungen der Staatsverschuldung. Zudem hat er Arbeiten zu Gesundheits- und Umweltpolitik veröffentlicht.